# Icosidodecadodecaedru snub
În geometrie icosidodecadodecaedrul snub este un poliedru stelat uniform, cu indicele U46. Are 104 de fețe (80 triunghiuri, 12 pentagoane și 12 pentagrame), 180 de laturi și 60 de vârfuri. Având 104 fețe este un hecatotetraedru neconvex. Un poliedru neconvex are fețe care se intersectează care nu reprezintă laturi sau fețe noi. Doar cele marcate cu sfere aurii sunt vârfuri, iar cele cu linii argintii sunt laturi.
Este reprezentat prin diagrama Coxeter–Dynkin . Are simbolul Wythoff | 5/3 3 5.

## Mărimi asociate

### Coordonate carteziene
coordonatele carteziene ale vârfurilor sunt toate permutările pare cu un număr par de semne plus ale
{\displaystyle \left(\,\pm 2\alpha ,\,\pm 2\gamma ,\,\pm 2\beta \,\right)}
{\displaystyle \left(\,\pm (\alpha +\beta \varphi ^{-1}+\gamma \varphi ),\,\pm (-\alpha \varphi +\beta +\gamma \varphi ^{-1}),\,\pm (\alpha \varphi ^{-1}+\beta \varphi -\gamma )\,\right)}
{\displaystyle \left(\,\pm (-\alpha \varphi ^{-1}+\beta \varphi +\gamma ),\,\pm (-\alpha +\beta \varphi ^{-1}-\gamma \varphi ),\,\pm (\alpha \varphi +\beta -\gamma \varphi ^{-1})\,\right)}
{\displaystyle \left(\,\pm (-\alpha \varphi ^{-1}+\beta \varphi -\gamma ),\,\pm (\alpha -\beta \varphi ^{-1}-\gamma \varphi ),\,\pm (\alpha \varphi +\beta +\gamma \varphi ^{-1})\,\right)}
{\displaystyle \left(\,\pm (\alpha +\beta \varphi ^{-1}-\gamma \varphi ),\,\pm (\alpha \varphi -\beta +\gamma \varphi ^{-1}),\,\pm (\alpha \varphi ^{-1}+\beta \varphi +\gamma )\,\right)}
unde {\displaystyle \varphi ={\frac {1+{\sqrt {5}}}{2}}\approx 1,618034} este secțiunea de aur,
{\displaystyle \rho \approx 1,324718} este rădăcina reală a polinomului {\displaystyle \rho ^{3}-\rho -1}
{\displaystyle \alpha =\rho +1=\rho ^{3}\approx 2,324718}
{\displaystyle \beta =\varphi ^{2}\rho ^{4}+\varphi \approx 9,680520}
{\displaystyle \gamma =\rho ^{2}+\varphi \rho \approx 3,898317}
Permutările impare ale coordonatelor de mai sus cu un număr impar de semne plus dau o altă formă, enantiomorfă a celeilalte.

### Rază circumscrisă
Raza circumscrisă pentru lungimea laturii de 1 unitate este dată de relația:
{\displaystyle {\frac {1}{2}}{\sqrt {\frac {2\rho -1}{\rho -1}}}\approx 1,126898.}

### Volum
Volumul său, V, este dat de rădăcina reală pozitivă a polinomului de gradul al treilea în {\displaystyle x^{2}}
{\displaystyle 729x^{6}-155520x^{4}-10125x^{2}-33153125.}
Ca urmare, volumul este:
{\displaystyle V\approx 14,64198~a^{3}}
unde a este lungimea laturilor tuturor poligoanelor (care sunt regulate).

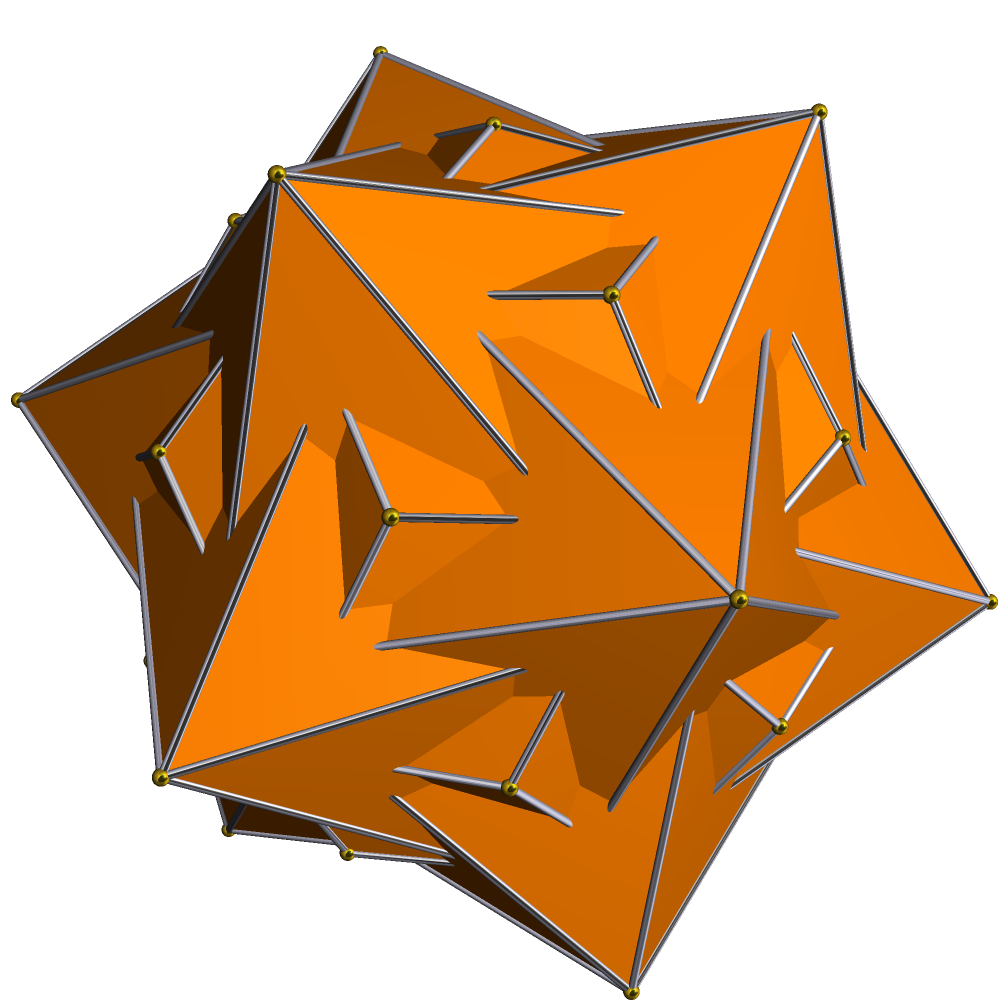
Dual: hexacontaedru hexagonal medial

## Poliedre înrudite

### Poliedru dual
Dualul său este hexacontaedrul hexagonal medial.